# SZU Be 552
Die Be 552 sind Gelenktriebwagen der Sihltal-Zürich-Uetliberg-Bahn (SZU), die für die Uetlibergbahn angeschafft wurden. Diese bei der SZU in Anlehnung an die Fahrzeugnummern auch als Be 510 respektive Be 570 bezeichneten Zweisystemzüge sind die einzigen Elektrotriebfahrzeuge der SZU, welche sowohl auf der Uetlibergstrecke als auch auf der Sihltalstrecke verkehren können.

## Bestellung
Die Fahrzeuge wurden von Stadler Rail entwickelt und gebaut und sind speziell auf die Bedürfnisse der SZU angepasst. Da die Sihltalbahn und die Uetlibergbahn bis Juli 2022 verschiedene Stromsysteme mit unterschiedlicher Lage des Fahrdrahts aufwiesen, sind die Einheiten zweisystemfähig und mit seitlich verschiebbaren Stromabnehmern ausgerüstet. Die Zweisystemfähigkeit ist eine Investition in die Zukunft gewesen, da eine Umstellung der Uetlibergbahn auf Wechselspannung in Etappen bis August 2022 umgesetzt wurde. Zusätzlicher Vorteil war die Möglichkeit, die Fahrzeuge im Wechselstrombereich in Giesshübel abzustellen, da die fünfgleisige Abstellanlage im Gleichstrombereich bereits weitgehend mit den Be 520 und zugehörigen Zwischenwagen B 220 belegt wurde.
Im November 2019 wurden nach einer Ausschreibung weitere fünf Zweisystemtriebzüge Be 570 bei Stadler bestellt, welche baugleich zu den sechs Be 552 sind. Diese werden ab November 2021 geliefert und sollen bis Juli 2022 in Betrieb gehen. Sie werden die Gleichstromkompositionen, bestehend aus Be 520 und B 220, ersetzen.

## Technisches

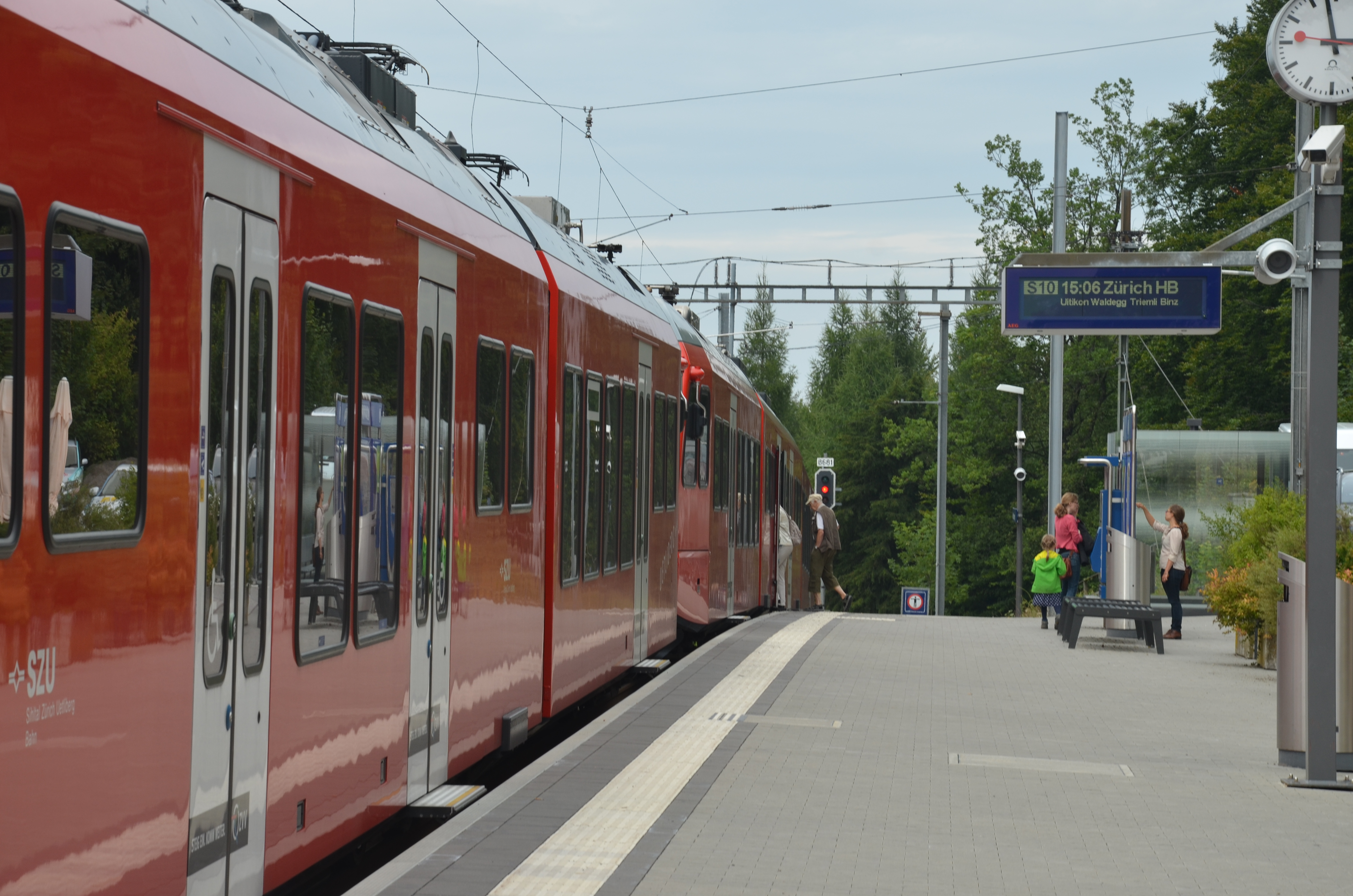
Niederflureinstiege mit Schiebetritten

Ein Triebwagen besteht aus drei Wagenkästen. Er orientiert sich vom Kastenaufbau her am Stadler GTW, wobei auch Elemente vom Stadler Flirt zum Einsatz kommen. Der Mittelwagen mit seinen beiden Triebdrehgestellen entspricht dem Zugkraftcontainer des GTW, auf den Mittelwagen stützen sich die beiden Endwagen ab, welche je ein Laufdrehgestell besitzen. Der Wagenboden ist zwischen den Drehgestellen in allen drei Wagenkästen abgesenkt.

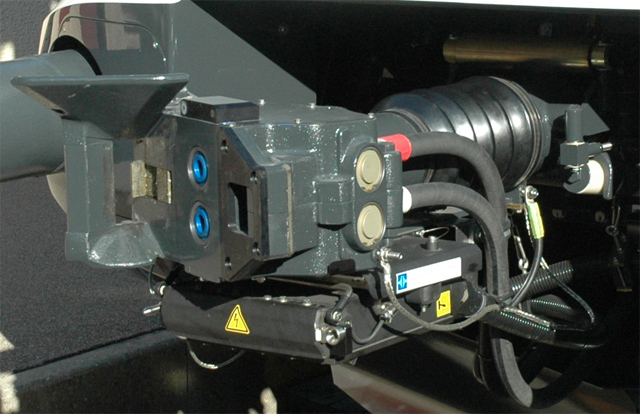
Schwab-Kupplung Typ FK-15-10

Die Einheiten sind mit automatischen Mittelpufferkupplungen der Bauart Schwab FK-15-10 und untenliegenden Kontaktaufsätzen ausgerüstet, die zusätzlichen Hilfspuffer mit waagerecht gerippten Puffertellern dienen als Kletterschutz bei Zusammenstössen. Im Gegensatz zu den bisherigen Fahrzeugen der Uetlibergbahn liegen die Kupplungen auf der im europäischen Regelspurnetz üblichen Höhe.
Der Mittelwagen beinhaltet fast die komplette Traktionsausrüstung. Die beiden Stromabnehmer befinden sich auf den Endwagen auf als Schiebebühne bezeichneten Schlitten. Diese Schlitten können bei gesenktem Stromabnehmer im Stillstand pneumatisch um 1,3 Meter verschoben werden; sie werden in den Endlagen verriegelt. Jeweils drei Kontakte auf der Schiebebühne ermöglichen zusammen mit dem Gegenpart auf dem Wagenkasten eine automatische System- und Spannungswahl. Die Schiebebühne ist so konstruiert, dass sie auf beide Seiten verschiebbar wäre, der pneumatische Zylinder erlaubt aber nur das Verschieben von der Mitte auf eine Seite. Er kann jedoch in der Werkstatt auf die andere Seite umgestellt werden.

Verschiebbarer Stromabnehmer der Be 552
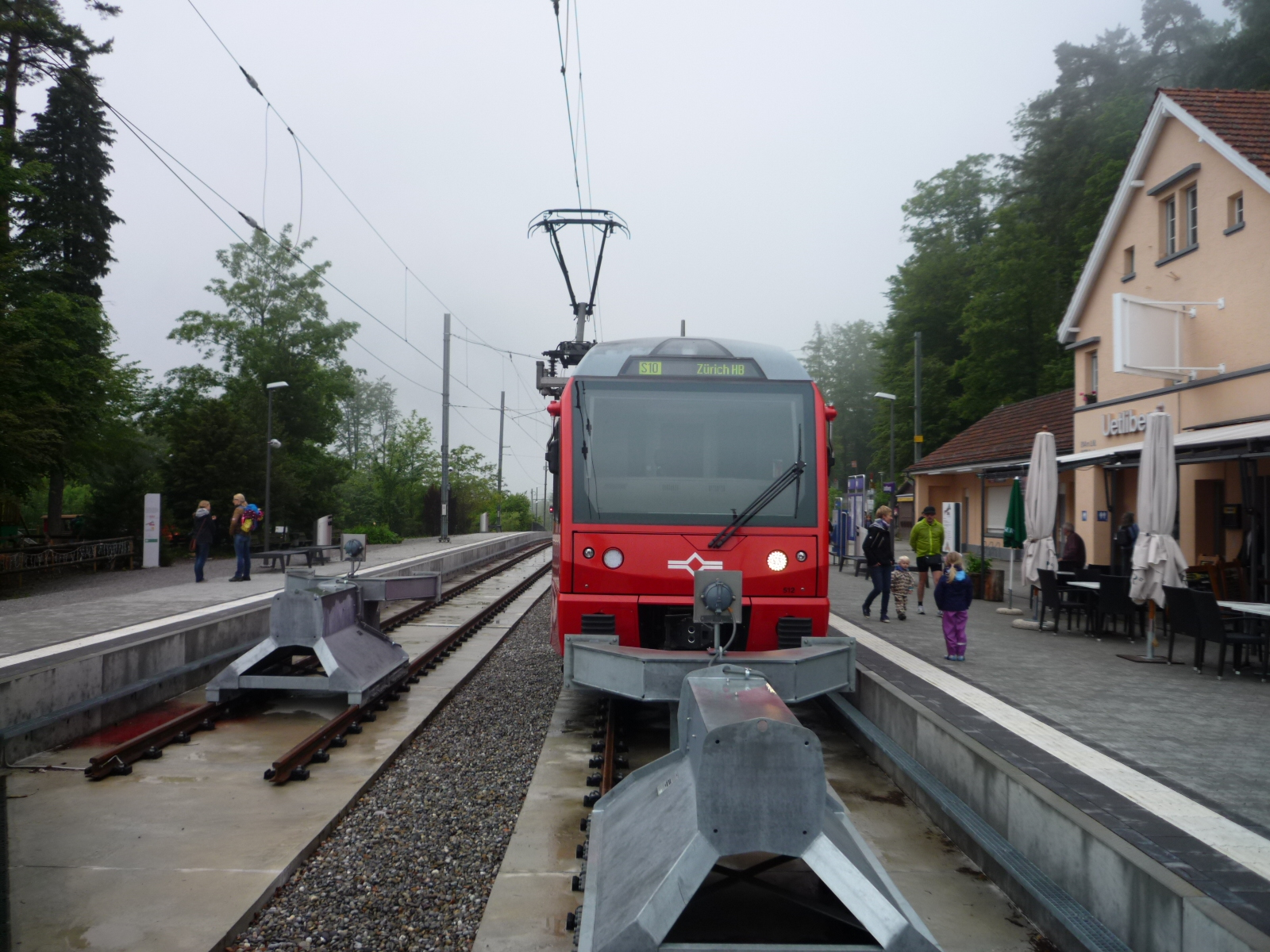
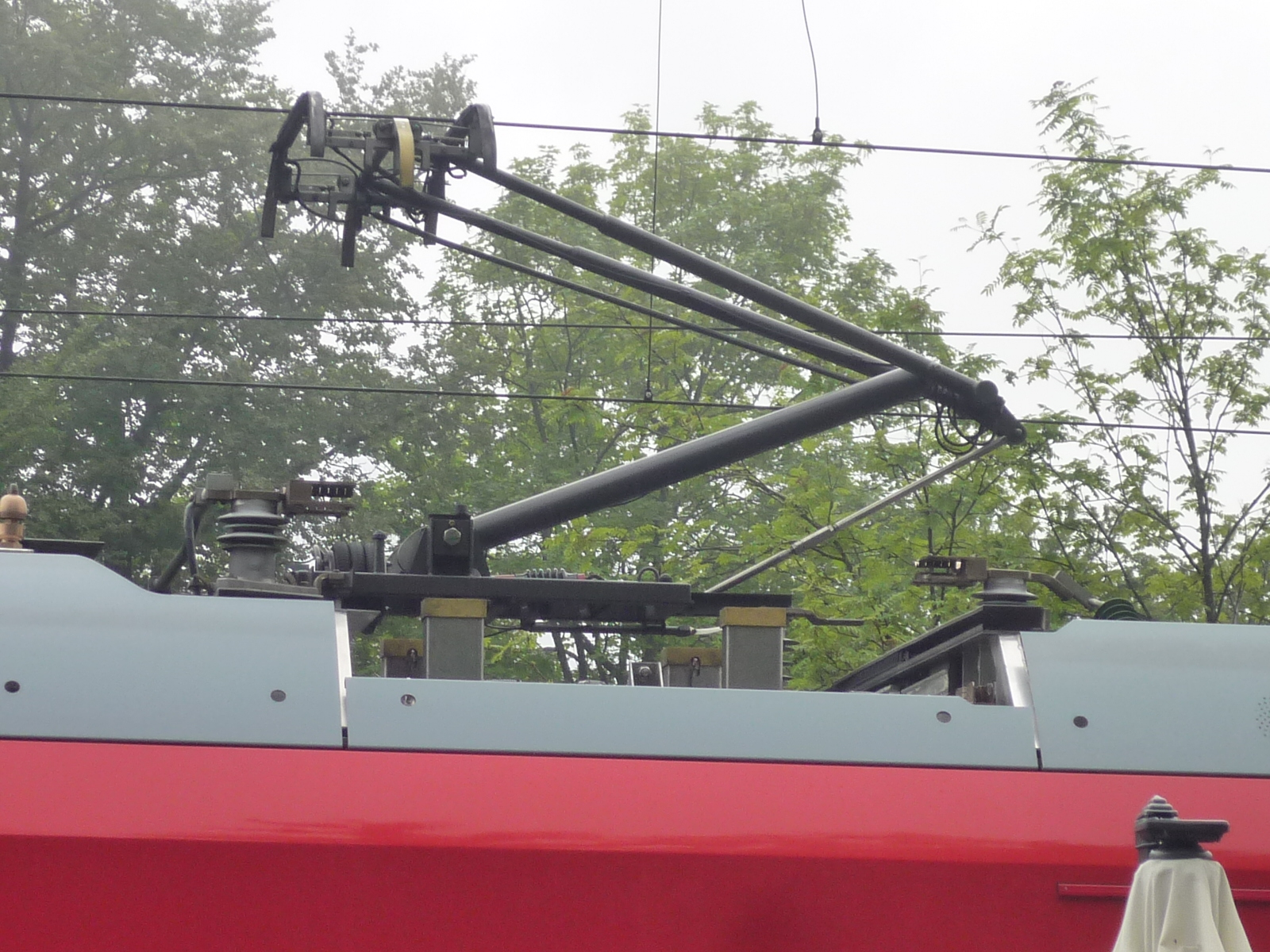
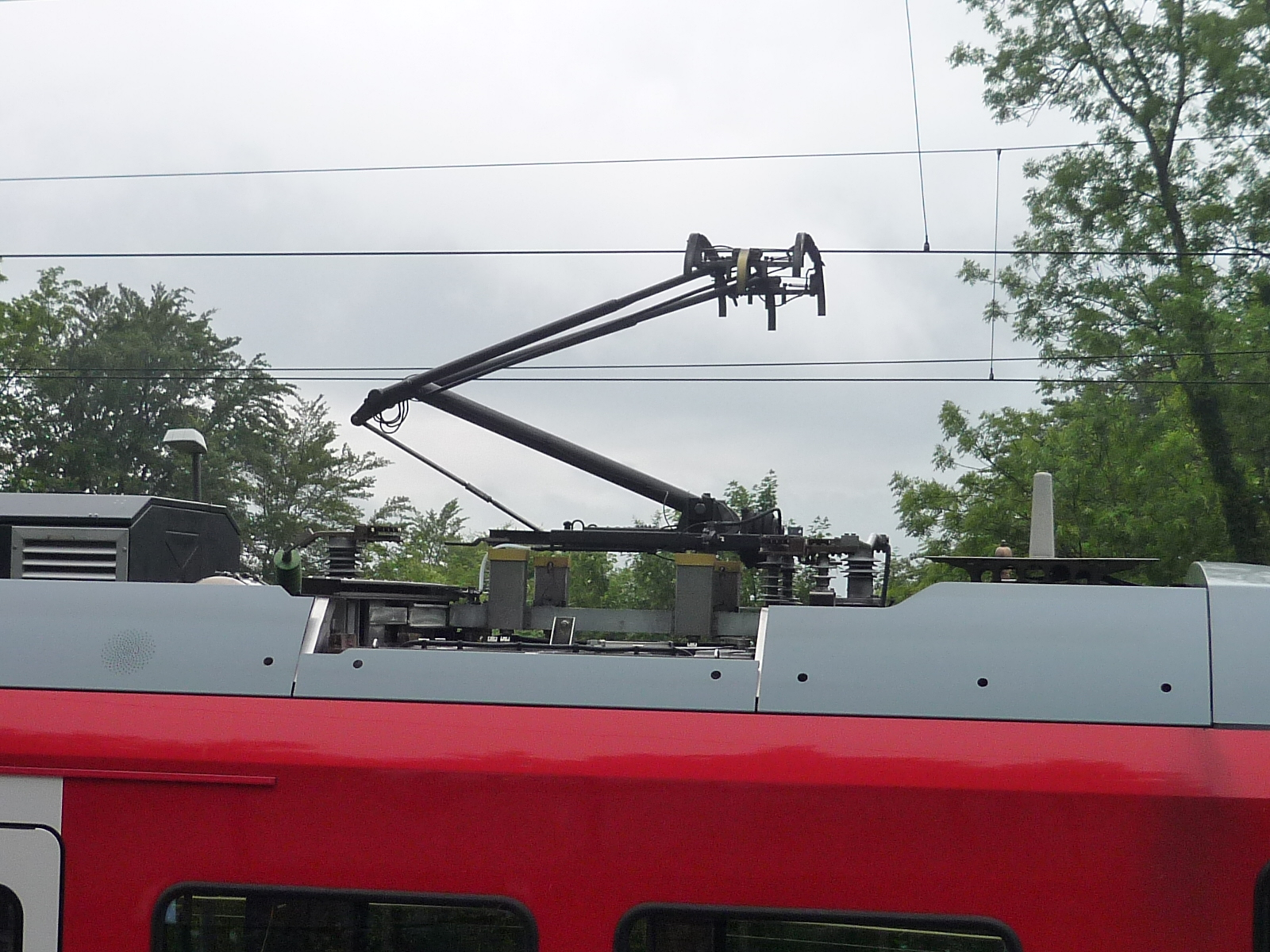

## Betrieb

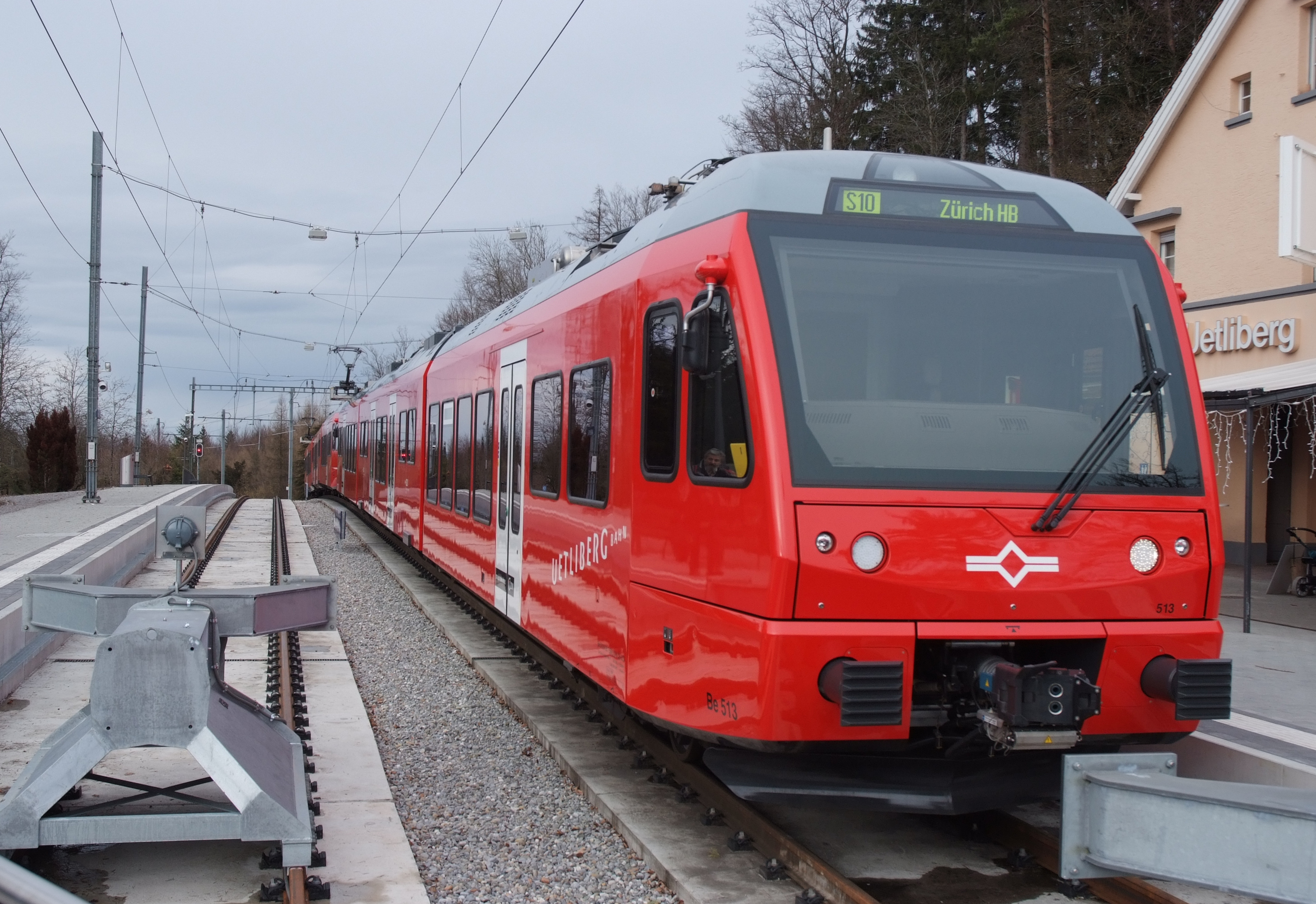
Be 552 513 in der Endstation Uetliberg

Obwohl die Triebwagen im 15-kV-Wechselspannungsnetz der Schweizer Bahnen freizügig einsetzbar sind, werden sie – mit Ausnahme der Nachtlinie SN4 – nur auf der Uetlibergbahn eingesetzt.
Die Be 552 können in Vielfachsteuerung eingesetzt werden, im Regelbetrieb wird mit Doppelkompositionen gefahren. Längere Züge als 100 Meter sind aufgrund der Perronlängen an der Uetlibergstrecke nicht möglich.
Weil die Uetlibergbahn seit dem 22. August 2022 mit Wechselstrom betrieben wird, verkehrten die Fahrzeuge der zweiten Serie nur kurze Zeit unter Gleichspannung.

## Bezeichnung
Mit Einführung der EDV-tauglichen, sechsstelligen Fahrzeugnummern wurden der SZU im Entwurf '92 für die dritte und vierte Stelle die Ziffern 65 zugewiesen. Unter Beibehaltung der zweistelligen Betriebsnummern wurde daher den Lokomotiven und Triebwagen die Ziffer 5 vorangestellt. Da die vorhandenen Triebwagen gemäss Schema für die erste und zweite Stelle die Ziffern 55 für Leichttriebwagen zweiter Klasse erhielten, war bei der SZU die Unterscheidung der Baureihen gemäss dem etablierten Schema unmöglich. Intern, wie auch in der öffentlichen Kommunikation wird daher eine Ableitung der vierten bis sechsten Stelle der Fahrzeugnummer verwendet, mit einer Null an sechster Stelle.
In diesem Schema existierten mit den Fahrzeugen 531–532, 521–528 und 511–516 alleine bei der SZU drei unterschiedliche Baureihen mit der Bezeichnung Be 556. Mit Übergang zu elfstelligen TSI-Nummern wurde die nationale Haltercodierung durch das Halterkürzel «Vehicle Keeper Marking (VKM)» abgelöst, im vorliegenden Fall CH-SZU. Dabei erhielten die Fahrzeuge die Nummern 94 85 7 552 511–516, wobei Ziffer 2 (statt 6) nun wie zuvor bei SBB-Fahrzeuge für ein Zweispannungsfahrzeug steht. Diese Änderung wurde bei Ablieferung der Fahrzeuge 571–575 übersehen, wodurch sie im August 2021 unter den Nummern 94 85 7 556 571–575 im nationalen Fahrzeugregister (NVR) eingetragen wurden; im Dezember 2021 wurden die Nummern im NVR korrigiert.